# Sebastiano Siviglia
Sebastiano Siviglia (ur. 29 marca 1973 w Palizzi) – włoski piłkarz występujący na pozycji środkowego obrońcy. Obecnie nie gra w żadnym klubie.

## Kariera klubowa
Sebastiano Siviglia zawodową karierę rozpoczął w 1989 w klubie Audax Ravagnese występującym w Serie D. Po roku trafił do pierwszoligowej Parmy, jednak przez 3 sezony nie był jednak w stanie wywalczyć sobie miejsca w podstawowym składzie i grywał w drużynie rezerw. W 1993 Włoch trafił do klubu AG Nocerina, gdzie zaczął grywać regularnie. Stał się podstawowym zawodnikiem ekipy ze Stadio San Francesco i łącznie rozegrał dla niej 87 meczów.
Pozyskaniem Siviglii zainteresował się Hellas Werona, do którego włoski gracz trafił latem 1996. W jego barwach zadebiutował w rozgrywkach Serie A. W sezonie 1996/1997 Siviglia spadł ze swoją drużyną do drugiej ligi. Zarówno w pierwszej jak i drugiej lidze włoski obrońca grywał regularnie i przez 2 lata rozegrał łącznie 58 spotkań. W letnim okienku transferowym w 1998 Włoch zdecydował się zmienić barwy klubowe i podpisał kontrakt ze spadkowiczem z pierwszej ligi – Atalantą. W sezonie 1999/2000 awansował z nią do Serie A.
Sezon 2001/2002 zawodnik spędził na wypożyczeniu w walczącej o tytuł mistrza kraju Romie, w barwach której zadebiutował w rozgrywkach Ligi Mistrzów. W Romie włoski piłkarz był jednak rezerwowym i w trakcie całych rozgrywek zanotował tylko 5 ligowych występów i 1 spotkanie w Champions League. Siviglia powrócił do Atalanty BC, skąd od razu został wypożyczony do Parmy. Przez rundę jesienną sezonu 2002/2003 wystąpił tylko w 2 meczach Serie A. W styczniu 2003 powrócił do Atalanty, a latem został wypożyczony do Lecce.
W 2004 Siviglię wypożyczono do S.S. Lazio. Gracz wywalczył sobie miejsce w podstawowym składzie i po sezonie działacze rzymskiej drużyny wykupili go z Atalanty BC na stałe. 24 września 2006 Włoch strzelił jedyną bramkę w zwycięskim 1:0 meczu właśnie z Atalantą. Siviglia regularnie grywał w podstawowym składzie Lazio i został drugim kapitanem zespołu po Tommaso Rocchim. W 2009 wychowanek Audax Ravagnese zdobył z rzymskim klubem Puchar oraz Superpuchar Włoch. Latem 2010 Siviglia został wolnym zawodnikiem, bowiem wygasł jego kontrakt z rzymską drużyną.